# Dodge Intrepid
Der Dodge Intrepid war eine vom US-amerikanischen Automobilhersteller Dodge von 1992 bis 2004 angebotene Limousine mit Frontantrieb.

## Intrepid (1992–1997)
Der erste Intrepid basierte auf der LH-Plattform des Chrysler-Konzerns und war eng verwandt mit den gleichzeitig produzierten Modellen Chrysler Concorde, New Yorker und LHS sowie dem Eagle Vision. Eine Plymouth-Variante gab es nicht.
Vorgestellt wurde der Intrepid Anfang 1992 auf dem Automobilsalon in Detroit. Das Design folgte erstmals der von Chrysler propagierten Cab Forward-Philosophie und wies einen langen Radstand, verhältnismäßig kurze Überhänge und eine weit nach vorne reichende Passagierkabine mit einer entsprechend kurzen Motorhaube auf. In Serie ging der Intrepid bald darauf als Modelljahr 1993, die Produktion erfolgte in einem Chrysler-Werk in Kanada. Dort wurde er als Chrysler verkauft. 
Angeboten wurden die Versionen Basis und ES mit einem 3,3-l-V6 oder gegen Aufpreis mit einem 3,5 l-V6 mit 24 Ventilen, jeweils in Verbindung mit einer Viergang-Automatik. Die Modellvariante ES bot ein strafferes Fahrwerk, Scheibenbremsen hinten, ein Lederlenkrad und 16-Zoll-Alufelgen. 
1995 wurde die Leistung des 3,3-Liter-Motors von 114 auf 120 kW (163 PS) erhöht, die Automatik wurde im Hinblick auf weichere Schaltvorgänge überarbeitet. 
Ab dem Modelljahr 1996 zählte der 3,5-Liter-Motor bei der ES-Variante zur Serienausstattung. 
Im Modelljahr 1997 wurde als drittes Modell im Intrepid-Programm das „Sport“-Modell präsentiert,  mit einem 3,5-l-V6, einer neuen Viergang-Automatik mit Steptronic-Funktion (Auto-Stick), elektrisch verstellbarem Fahrersitz, Sportradkappen und Lederlenkrad und -schaltknauf. 

Vom Intrepid der ersten Generation fertigte Dodge insgesamt 644.000 Stück.

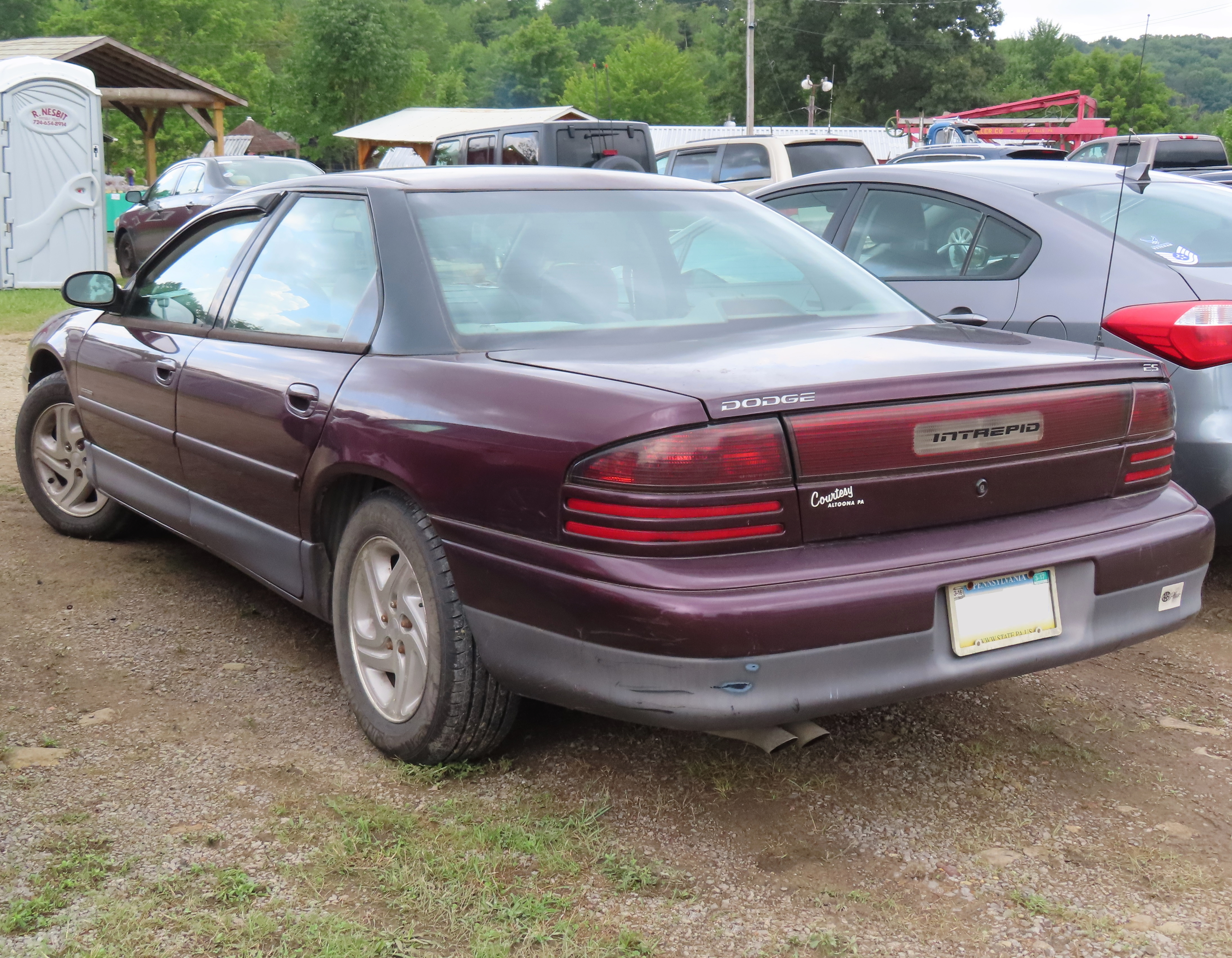
Heckansicht
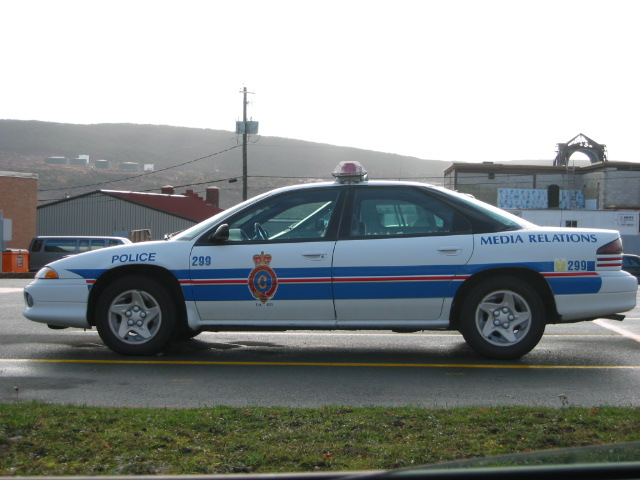
Als Polizeiauto

## Intrepid (1997–2004)
Der Intrepid der zweiten Generation debütierte mit dem Modelljahr 1998 und zeigte sich in einem  modernisierten, runderen Cab Forward-Design mit leicht gewachsenen Abmessungen sowie einem vergrößerten Platzangebot im Innenraum. 
Es kamen neue Leichtmetall-V6-Motoren zum Einsatz, die mehr Leistung boten, aber weniger verbrauchten als die Vorgänger: ein Aggregat mit 2,7 Litern Hubraum, das 149 kW (203 PS) leistete, und eines mit 3,2 Litern und 164 kW (223 PS). Ersteres trieb das Basismodell an und die 3,2-Liter-Maschine den Intrepid ES (die Sport-Version war nach nur einem Jahr wieder gestrichen worden). Gekoppelt waren die Motoren wiederum mit Viergang-Automatikgetrieben, beim ES mit zusätzlicher Handschaltfunktion (Auto-Stick). 
1999 gab es Detailänderungen im Innenraum (bei den Stoffen, den Bezügen und den Teppichen), und alle Modelle erhielten verbesserte Querstabilisatoren.
Ab dem Modelljahr 2000 erhielt das Grundmodell die Bezeichnung Intrepid SE. Zusätzlich ins Programm kam die sportliche Intrepid-Version R/T mit dem überarbeiteten, 180 kW (245 PS) starken, im Vorgängermodell verwendeten, 3,5-l-V6-Motor. 
Im Modelljahr 2003 wurde der R/T durch den Intrepid SXT mit 186 kW (253 PS) starkem 3,5 l-V6 ersetzt.

Im Sommer 2004 stellte Dodge die Fertigung des Intrepid ein. Damit endete ebenfalls die 24 Jahre dauernde Ära des Frontantriebs in dieser Klasse. Der Dodge Charger mit Hinterradantrieb ersetzte den Intrepid.

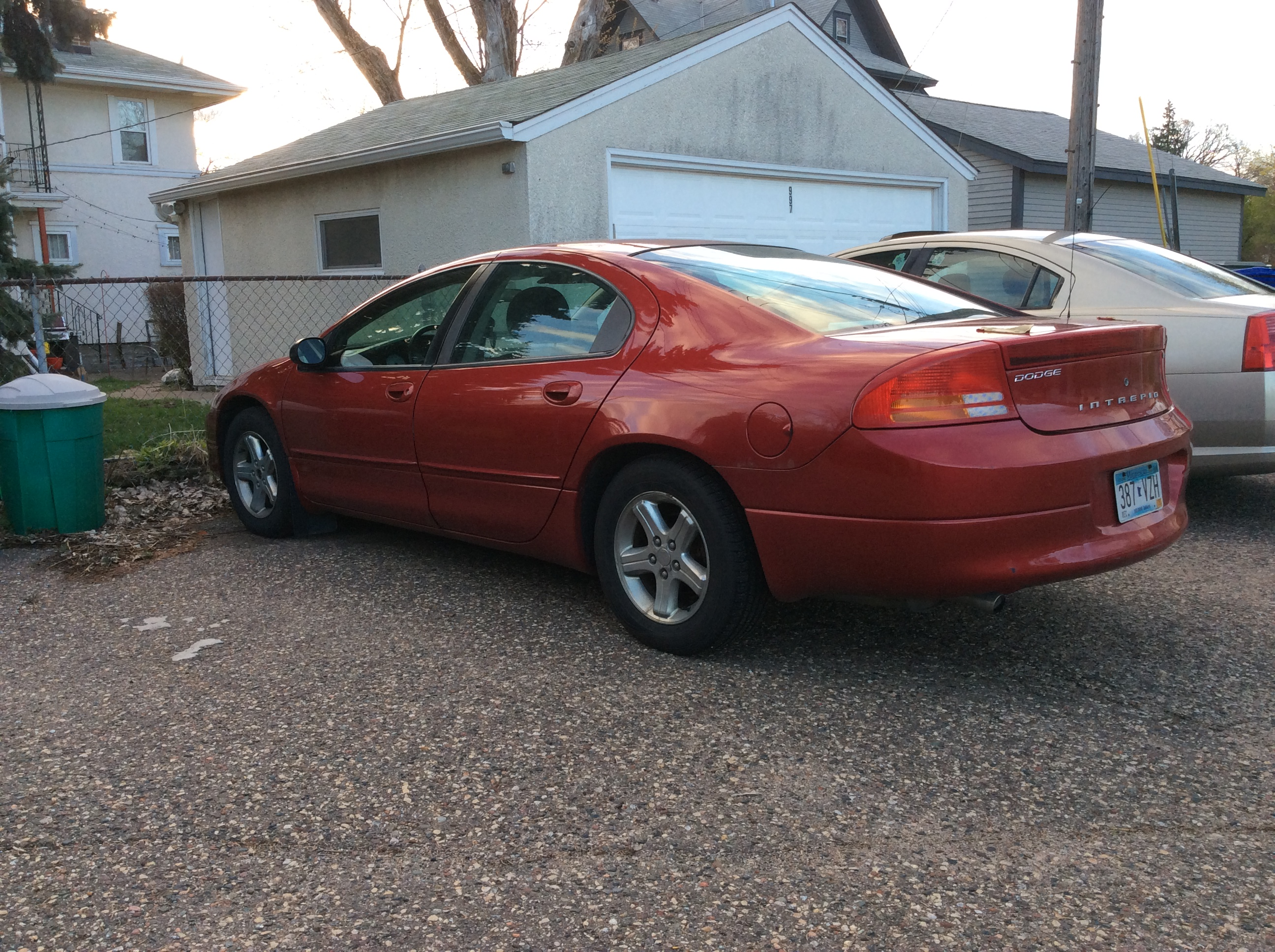
Heckansicht
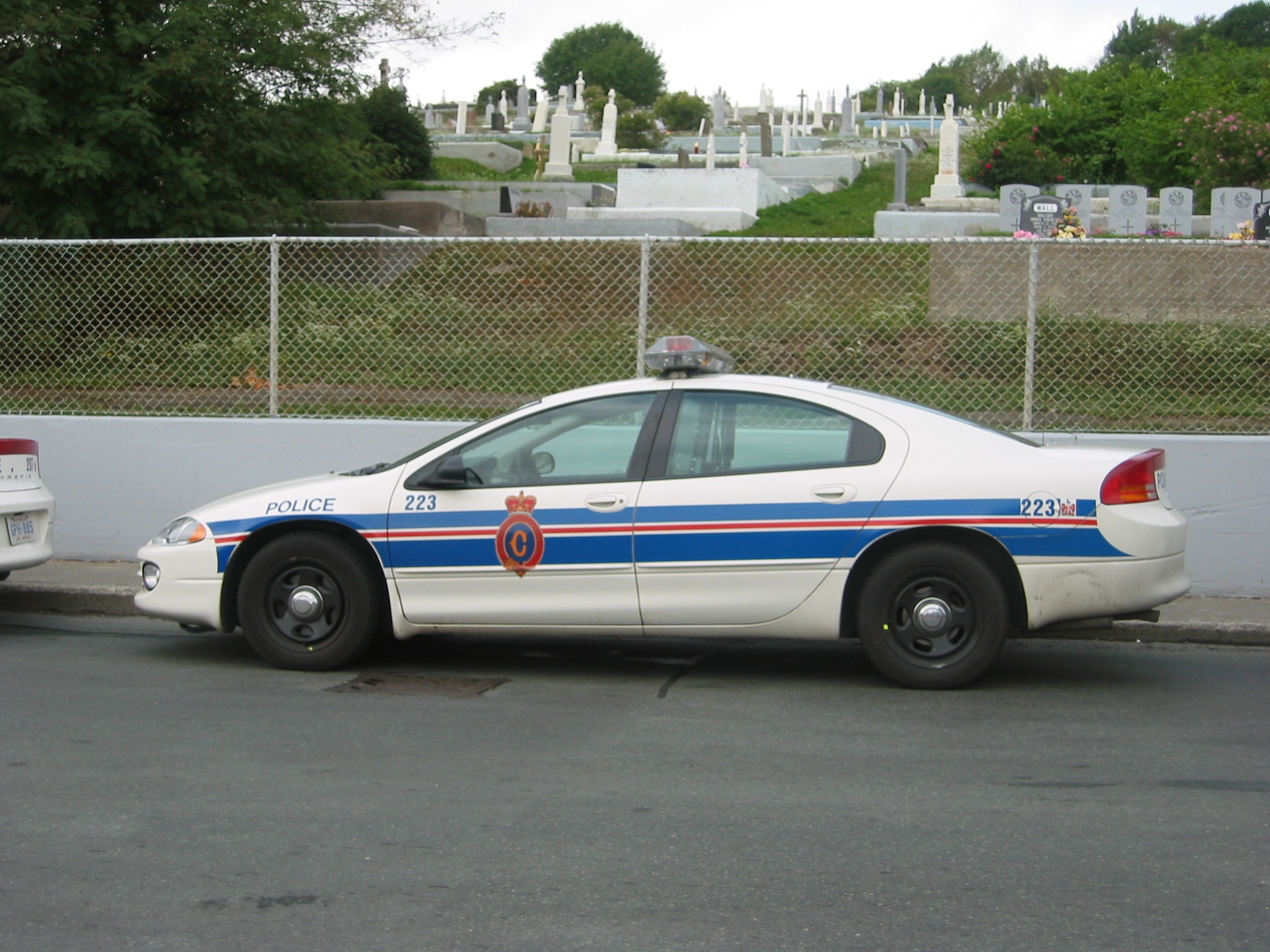
Als Polizeiauto